# Codex Vaticanus

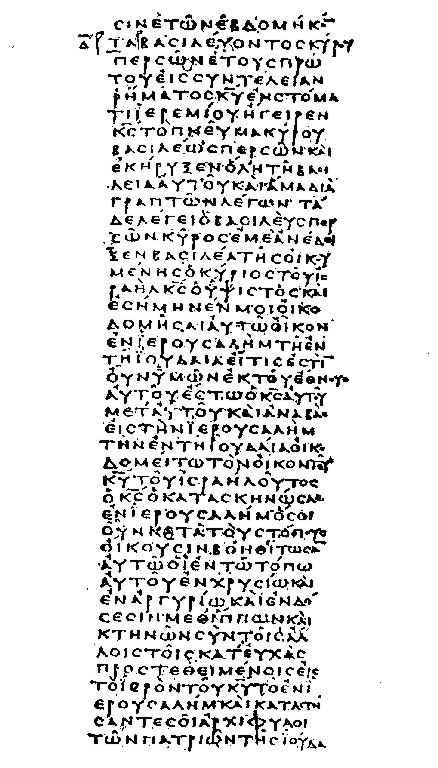
En sida ur Codex Vaticanus.

Codex Vaticanus (Vatikanen, Biblioteca Apostolica Vaticana, Vatikanskt manuskript nr. 1209; Gregory–Aland nr. B eller 03), ett av de bästa och äldsta bevarade bibliska manuskripten, skrivet på pergament (vellum) på grekiska med majuskelskrift. Liksom Codex Sinaiticus är den avskriven i början av 300-talet, och kommer otvetydigt från Egypten.
Innehåller större delen av Gamla Testamentet och Nya Testamentet; av den senare saknas en del av Hebreerbrevet, Pastoralbreven, brevet till Filemon, samt Uppenbarelseboken. Sedan 1448 finns handskriften i Vatikanbibioteket, därav namnet.
Codex Vaticanus är tillsammans med Ilias Picta och Vergilius Romanus de enda bevarade exemplaren av illustrerade manuskript från Antiken.
Även om Codex Vaticanicus är den grundtext som det absolut starkaste vetenskapliga stödet bland handskrifterna för Nya Testamentet sker än idag nyöversättningar från andra manuskript, huvudsakligen Textus Receptus som är en sammanställning av majoriteten av de handskrifter som fanns tillgängliga på 1500-talet.